# Рибно (Дзялдовський повіт)
Рибно (пол. Rybno) — село в Польщі, у гміні Рибно Дзялдовського повіту Вармінсько-Мазурського воєводства.
Населення — 2621 особа (2011).
У 1975-1998 роках село належало до Цехановського воєводства.

## Демографія
Демографічна структура станом на 31 березня 2011 року:
|          | Загалом | Допрацездатний вік | Працездатний вік | Постпрацездатний вік |
| -------- | ------- | ------------------ | ---------------- | -------------------- |
| Чоловіки | 1271    | 293                | 882              | 96                   |
| Жінки    | 1350    | 311                | 820              | 219                  |
| Разом    | 2621    | 604                | 1702             | 315                  |